# Afromelittodes
Afromelittodes is een vliegengeslacht uit de familie van de roofvliegen (Asilidae).

## Soorten
- A. mimos Londt, 2003
- A. solis Oldroyd & Bruggen, 1963